# 除害施設等管理責任者
除害施設等管理責任者（じょがいしせつとうかんりせきにんしゃ）とは、下水道法に定められた除害施設や汚水処理施設（これらをあわせて「除害施設等」という）の維持管理を行うための必置資格である。
除害施設等管理責任者の資格要件は、地方公共団体ごとに定められているが、職務内容についてはおおむね同じ様な内容となっている。
なお、東京都では「水質管理責任者」という名称の資格者が除害施設等の管理を行う。

## 資格要件

### 横浜市
- 公害防止管理者（水質1種、水質2種）取得者
- 除害施設等管理責任者資格認定講習修了者
- 市長が適当と認めた資格を有する者

### さいたま市
- 公害防止管理者（水質1種から第4種）の資格者
- 下水道法施行令第15条の3に規定する者
  - 大学で衛生工学を修めた者
  - 技術士二次試験合格等

などで規定の実務経験を有する者
- 除害施設等の管理に関する講習の修了者

### 東京都（水質管理責任者）
- 1日30リットルを超える汚水処理施設、除害施設
  - 水質関係公害防止管理者の資格者
  - 東京都公害防止管理者の資格者
  - 当局が行う講習（甲）の修了者
  - 当局指定の講習（甲）の修了者
- 1日30リットル以下の汚水処理施設、除害施設
  - 上記（1日30リットル超）の資格者として掲げられている者
  - 当局が行う講習（乙）の修了者
  - 当局指定の講習（乙）の修了者
- 上記以外
  - 上記（1日30リットル以下）の資格者として掲げられている者
  - 特別管理産業廃棄物管理責任者に係る講習の修了者

### その他
- 各地方公共団体の条例に基づく

## 関係項目
- 下水道
- 下水道技術検定